# Zunder 1500
Zunder 1500 – samochód osobowy produkowany przez argentyńską firmę Industrias del Transporte Automotor w latach 1960–1963

## Historia i opis modelu
Zunder 1500 był próbą wykorzystania rosnącego popytu na tani i powszechnie dostępny środek transportu. Pod kierownictwem inżyniera Emila Rupiliusa stworzono projekt niewielkiego sedana opartego na podzespołach Porsche. Pokrewieństwo z Porsche wykorzystywano potem w kampanii reklamowej.
Nadwozie Zundera wykonano z tworzyw sztucznych. Wyróżniało się charakterystycznym skośnym ułożeniem przednich reflektorów. Tylny słupek pochylono pod ujemnym kątem.
Premiera pojazdu odbyła się we wrześniu 1960 roku podczas uroczystej gali w Alvear Palace Hotel. Pokazano wtedy wersję sedan i coupé nawiązujące do pojazdu Volkswagen Karmann Ghia. Wkrótce rozpoczęły się dostawy Zundera w wersji sedan. Coupé nie wyszło poza stadium prototypu.
Zbudowano około 200 sztuk samochodu Zunder 1500. Utworzenie własnej sieci sprzedaży i serwisu przekroczyło możliwości finansowe firmy, która została zamknięta w 1963 roku.

## Silnik
Zunder 1500 był napędzany silnikiem o pojemności 1,5 l. pochodzącym z Porsche 356

### Dane techniczne
- B4 1,5  l (1488 cm³)
- Średnica × skok tłoka: 80,00 mm x 74,00 mm
- Stopień sprężania: 7,0:1
- Układ zasilania: dwa gaźniki typu Solex 32 PBI
- Moc maksymalna: 58 KM (43 kW) przy 4800 obr./min
- Maksymalny moment obrotowy: b/d

### Osiągi
- Przyspieszenie 0-100 km/h: b/d
- Prędkość maksymalna: 140 km/h